# Ольшина (гміна)
Гміна Ольшина (пол. Gmina Olszyna) — місько-сільська гміна у південно-західній Польщі. Належить до Любанського повіту Нижньосілезького воєводства.
Станом на 31 грудня 2011 у гміні проживало 6676 осіб.

## Площа
Згідно з даними за 2007 рік площа гміни становила 47,16 км², у тому числі:
- орні землі: 68 %
- ліси: 19 %

Таким чином, площа гміни становить 11,01 % площі повіту.

## Населення
Станом на 31 грудня 2011:
| Опис     | Загалом | Загалом | Чоловіки | Чоловіки | Жінки | Жінки |
| -------- | ------- | ------- | -------- | -------- | ----- | ----- |
| одиниця  | осіб    | %       | осіб     | %        | осіб  | %     |
| все      | 6676    | 100     | 3302     | 49,46    | 3374  | 50,54 |
| міське   | 4493    | 100     | 2186     | 48,65    | 2307  | 51,35 |
| сільське | 2183    | 100     | 1116     | 51,12    | 1067  | 48,88 |

## Сусідні гміни
Гміна Ольшина межує з такими гмінами: Грифув-Шльонський, Лешна, Любань.